# Lara Colturi
Lara Colturi (ur. 15 listopada 2006 w Turynie) – włoska narciarka alpejska reprezentująca Albanię, trzykrotna medalistka mistrzostw świata.

## Kariera
Jest córką alpejki Danieli Ceccarelli i Alessandro Colturiego, trenera narciarskiego.
Po raz pierwszy na arenie międzynarodowej pojawiła się 28 lipca 2022 roku w zawodach FIS w El Colorado, wygrywając rywalizację w gigancie. W 2023 roku wystartowała na mistrzostwach świata juniorów w St. Anton, gdzie zwyciężyła w supergigancie, a w gigancie była trzecia. Podczas rozgrywanych rok później mistrzostw świata juniorów w Portes du Soleil ponownie zajęła trzecie miejsce w gigancie.
W zawodach Pucharu Świata zadebiutowała 19 listopada 2022 roku w Levi, gdzie nie zakwalifikowała się do pierwszego przejazdu w slalomie. Pierwsze pucharowe punkty wywalczyła tydzień później, 17 listopada 2022 roku w Killington, kończąc giganta na 17. pozycji. Na podium zawodów tego cyklu pierwszy raz stanęła 23 listopada 2024 w Gurgl, gdzie slalom ukończyła na drugiej pozycji. Rozdzieliła tam Mikaelę Shiffrin z USA i Szwajcarkę Camille Rast.

## Osiągnięcia

### Mistrzostwa świata
| Miejsce | Dzień     | Rok  | Miejscowość | Konkurencja | Czas biegu | Strata | Zwyciężczyni      |
| ------- | --------- | ---- | ----------- | ----------- | ---------- | ------ | ----------------- |
| 7.      | 13 lutego | 2025 | Saalbach    | Gigant      | 2:22,71    | +3,50  | Federica Brignone |
| DNF1    | 15 lutego | 2025 | Saalbach    | Slalom      | 1:58,00    | -      | Camille Rast      |

### Mistrzostwa świata juniorów
| Miejsce | Dzień       | Rok  | Miejscowość      | Konkurencja | Czas biegu | Strata | Zwyciężczyni          |
| ------- | ----------- | ---- | ---------------- | ----------- | ---------- | ------ | --------------------- |
| 4.      | 19 stycznia | 2023 | Sankt Anton      | Zjazd       | 57,51      | +0,40  | Stefanie Grob         |
| 1.      | 20 stycznia | 2023 | Sankt Anton      | Supergigant | 1:01,64    | -      | -                     |
| 3.      | 21 stycznia | 2023 | Sankt Anton      | Gigant      | 2:06,02    | +1,24  | Hanna Aronsson Elfman |
| 3.      | 2 lutego    | 2024 | Portes du Soleil | Gigant      | 2:01,96    | +1,18  | Britt Richardson      |
| DNF2    | 3 lutego    | 2024 | Portes du Soleil | Slalom      | 1:22,98    | -      | Dženifera Ģērmane     |

### Puchar Świata

#### Miejsca w klasyfikacji generalnej
- sezon 2022/2023: 78.
- sezon 2023/2024: 45.
- sezon 2024/2025: 8.

#### Miejsca na podium w zawodach
1. Gurgl − 23 listopada 2024 (slalom) – 2. miejsce
2. Kranjska Gora – 4 stycznia 2025 (gigant) – 2. miejsce
3. Åre – 8 marca 2025 (gigant) – 3. miejsce